# مزیان اغیل
مزیان اغیل (انگلیسی: Meziane Ighil؛ زادهٔ ۱۲ ژانویهٔ ۱۹۵۲) بازیکن سابق و مربی فوتبال اهل الجزایر است.
از باشگاه‌هایی که در آن بازی کرده‌است می‌توان به باشگاه فوتبال نصر حسین دای اشاره کرد.
وی همچنین در تیم ملی فوتبال الجزایر بازی کرده‌است.